# Galșa

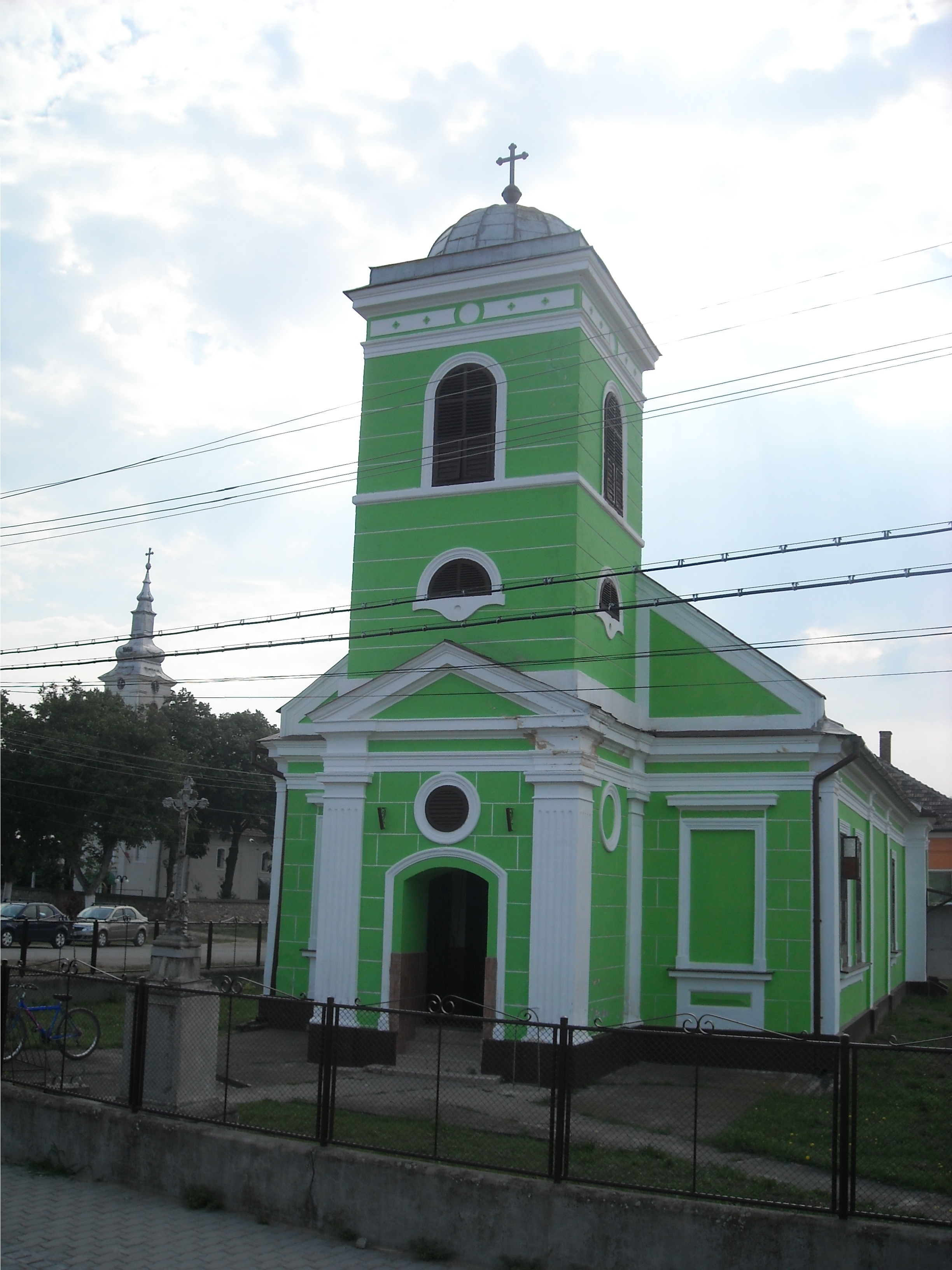
Römisch-katholische Kirche Galșa

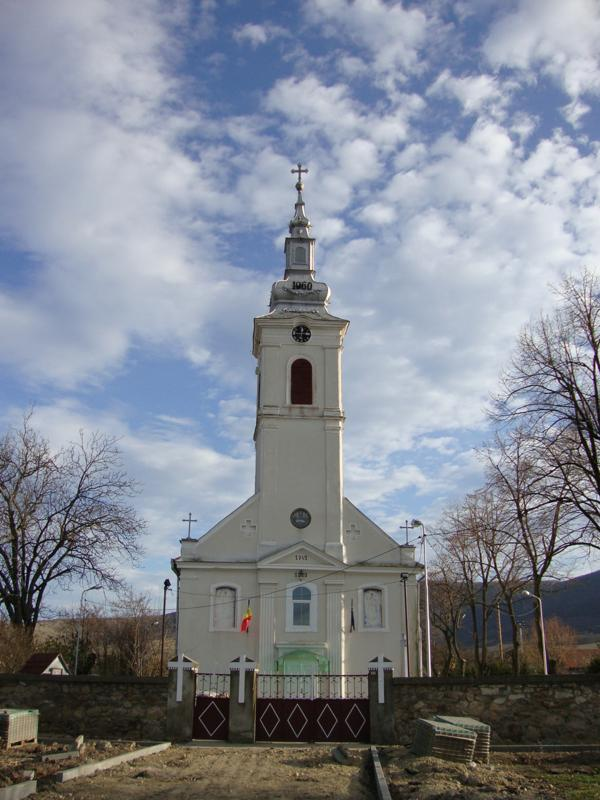
Orthodoxe Kirche Galșa

Galșa (deutsch Galscha, ungarisch Galsa) ist ein Dorf im Kreis Arad, Banat, Rumänien. Galșa gehört zur Gemeinde Șiria.

## Geografische Lage
Galșa liegt etwa ein Kilometer nördlich von Șiria auf einem Hang der letzten Ausläufer des Zarand-Gebirges. Durch die Mitte des Dorfes führt die Landstraße Păuliș–Pâncota. Die Ortschaft verfügt auch über einen Anschluss an das Eisenbahnnetz über die Strecke Arad–Ineu. 

## Nachbarorte
| Sântana     | Zârand                                      | Pâncota     |
| Zimandu Nou | Kompassrose, die auf Nachbargemeinden zeigt | Mâsca       |
| Șiria       | Cladova                                     | Agrișu Mare |

## Geschichte
Galșa wurde 1214 erstmals urkundlich erwähnt. 1439 war Galșa ein Marktort.
Im Jahre 1720 lebten fünfzig Familien in Galscha. 1732 siedelte die Wiener Hofkammer Deutsche im Ort an. Seit dem 19. Jahrhundert fanden ständig Zuwanderungen aus Alt- und Neu-Sanktanna statt.
Seit 1835 ist der Weinbau in Galșa ein wichtiger Wirtschaftszweig. Die beliebtesten Sorten sind Muskat-Ottonel, Königliche Mädchentraube und Riesling. 1891 wurde die Ernte durch  die Reblaus vernichtet. Es kam zu Unruhen im Dorf. Bauern und Tagelöhner besetzten das Rathaus. Die beiden Winzer und achtzehn weitere Personen wurden festgenommen und verhaftet.
Heute gehört das Weinbaugebiet von Galșa zu den Arader Weinbergen (rumänisch: „Podgoria Aradului“).

## Demografie
In Galșa stellten die Rumänen schon immer einen Anteil von zwei Drittel der Dorfbewohner. 1880 stellten die Deutschen einen Bevölkerungsanteil von nur 5 Prozent. Ihre Zahl stieg allmählich bis 1940, als sich von den 2.369 Einwohnern 377 Personen als deutsche Volkszugehörige registrieren ließen; demnach betrug ihr Anteil damals 16 Prozent an der Gesamtbevölkerung. Aber auch noch im Jahre 1977 wurden in Galscha 326 Deutsche gezählt, die hier neben 1.433 Rumänen, 284 Ungarn, 198 Roma und 3 Sonstigen lebten. Bei der Volkszählung vom Januar 1992 bekannten sich von den 1993 Einwohnern 127 Personen als Deutsche.
| 1880 | 1597 | 1066 | 398 | 83  | 50  |
| 1910 | 2519 | 1624 | 594 | 289 | 12  |
| 1930 | 2163 | 1483 | 362 | 312 | 6   |
| 1977 | 2244 | 1433 | 284 | 326 | 201 |
| 1992 | 1993 | 1616 | 191 | 127 | 59  |
| 2002 | 2174 | 1822 | 152 | 57  | 143 |
| 2011 | 2178 | 1849 | 122 | 43  | 164 |